# Туту

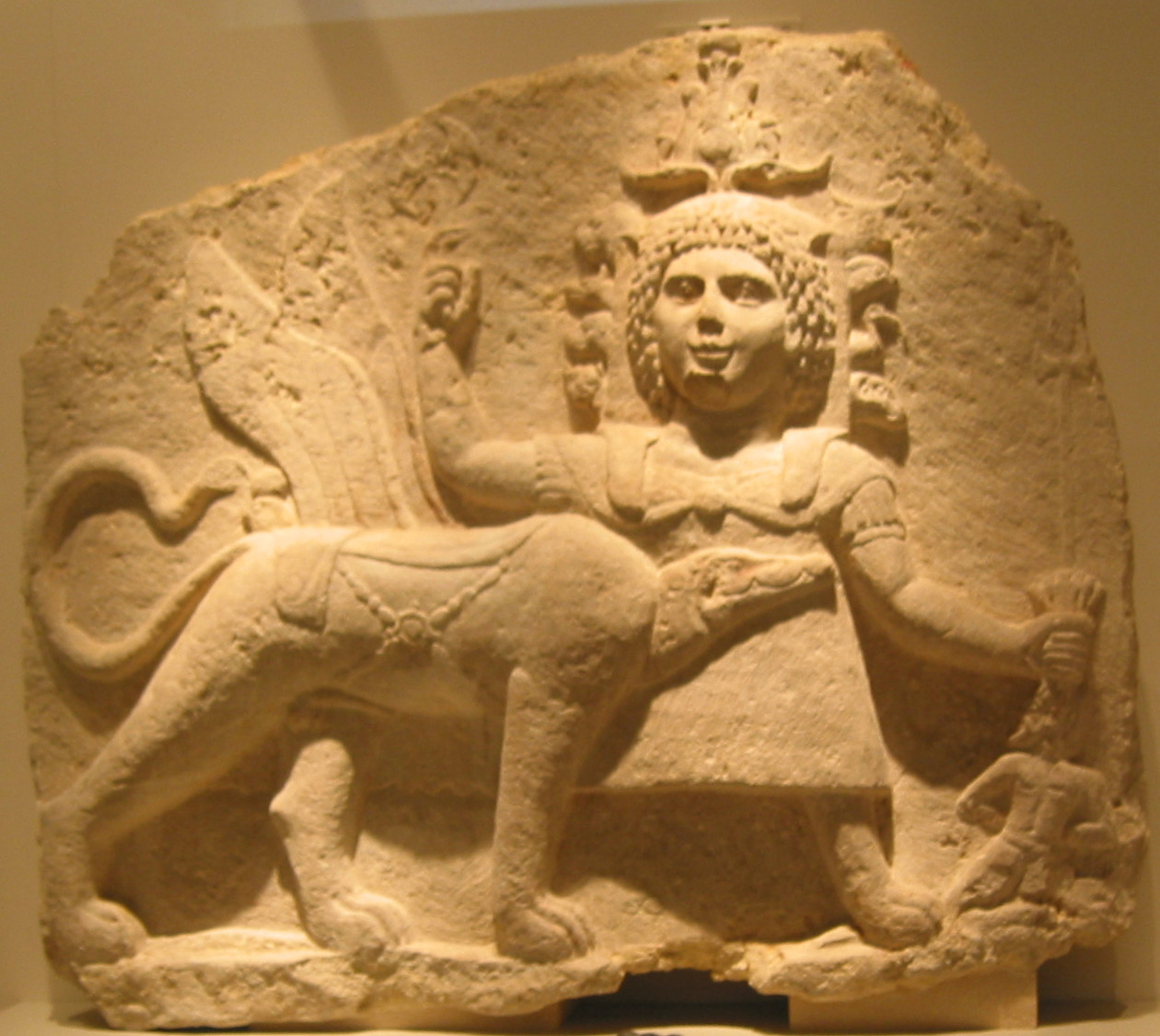
Бог Туту.

Туту (давньо-грец. Тутос) — бог у давньоєгипетській міфології, якому поклонялися прості люди в усьому Єгипті за часів Пізнього періоду. Єдиний, відомий сьогодні храм присвячений богу Туту, розташований у стародавньому поселенні Келліс. Барельєфи із зображенням Туту можна зустріти й на стінах інших храмів, наприклад, таких як Калабша. На стінах храму Шенхур є титул Туту, який звучить так: «той хто приходить до кликаючого його». У Туту також є й інші титули, такі як «син Нейт», «лев», «великий силою» і «керуючий демонами Сехмет і блукаючими демонами Баст». Його зображували у вигляді гібридної істоти з тілом крилатого лева, головою людини, сокола або крокодила та хвостом у вигляді змії. Туту був сином богині війни і полювання Нейт. Іншими матерями Туту вважалися богині Мут, Сехмет, Нехбет і Баст. Це означало, що Туту мав владу над демонами. Його роллю було знищення демонів посланих «богинями війни»; інші сини цих богинь виконували ту ж функцію, що і Туту. Ними були Маахес, Хонсу, Шезму та Нефертум. Спочатку, Туту вважався захисником гробниць, а в більш пізні часи він виконував роль охоронця сплячих від поганих снів і небезпек. Простолюдини шанували й поклонялися Туту, робили йому підношення і виконували різні ритуали на переносних вівтарях. Як дари для підношення були гуси та хліб. Ритуали здійснювали з метою уберегти себе від небезпек і поганих снів. Туту був затверджений як «забезпечуючий захист від демонів», «подовжуючий життя» і «захищаючий людей від світу мертвих».